# Ilaix Moriba
Moriba Kourouma Kourouma (Conakry, 19 januari 2003) – beter bekend als Ilaix Moriba – is een Guinese-Spaans voetballer die doorgaans speelt als middenvelder. In juli 2025 verruilde hij RB Leipzig voor Celta de Vigo. Moriba maakte in 2022 zijn debuut in het Guinees voetbalelftal.

## Clubcarrière
Tot 2008 speelde Moriba in de jeugd van Espanyol en hij werd in 2010 opgenomen in de jeugdopleiding van FC Barcelona. Hier speelde hij vaak in hogere leeftijdsgroepen. Zo scoorde hij op zijn vijftiende drie doelpunten tegen Real Madrid –19. De middenvelder tekende in januari 2019 een professioneel contract, met een vaste afkoopclausule van 100 miljoen euro. In het seizoen 2019/20 brak Moriba door bij FC Barcelona B.
Zijn debuut in de hoofdmacht van de club volgde in januari 2021, toen hij in het kader van de Copa del Rey in de basis mocht beginnen tegen UE Cornellà. Door doelpunten van Ousmane Dembélé en Martin Braithwaite werd met 0–2 gewonnen. Moriba werd door coach Ronald Koeman zestien minuten voor het einde van de wedstrijd gewisseld ten faveure van Sergio Busquets. Op 13 februari maakte hij zijn officiële debuut in de Primera División, tegen Deportivo Alavés (5–1 winst). Twee wedstrijden later, op bezoek bij Osasuna, kwam hij voor het eerst tot scoren voor Barcelona. Jordi Alba had de score al geopend toen Moriba inviel voor Busquets. Op aangeven van Lionel Messi zorgde de middenvelder voor de beslissende 0–2.
In augustus 2021 veranderde Moriba zijn Spaanse nationaliteit naar een de Guinese nationaliteit. Het land waar hij ook werd geboren. Op 31 augustus 2021 kondigde RB Leipzig de transfer van Moriba aan naar Duitsland, voor een bedrag van zestien miljoen euro. Hij tekende tot medio 2026. In zijn eerste seizoenshelft bij Leipzig kwam Moriba niet verder dan twee optredens in de competitie, beide als invaller. Hierop werd hij voor het restant van het seizoen gestald bij Valencia. Aan het begin van het seizoen 2022/23 werd deze verhuurperiode met een jaar verlengd. Na zijn terugkeer kwam Moriba een half seizoen niet in actie voor Leipzig, waarna hij opnieuw verhuurd werd aan een Spaanse club, ditmaal aan Getafe. Celta de Vigo werd een half jaar later de derde Spaanse club op een rij waar Moriba op huurbasis ging spelen. Aan het einde van de verhuurperiode nam Celta de middenvelder voor circa zes miljoen euro definitief over.

## Clubstatistieken
| Seizoen | Club            | Competitie         | Competitie | Competitie | Beker | Beker | Internationaal | Internationaal | Totaal | Totaal |
| Seizoen | Club            | Competitie         | Wed.       | Dlp.       | Wed.  | Dlp.  | Wed.           | Dlp.           | Wed.   | Dlp.   |
| ------- | --------------- | ------------------ | ---------- | ---------- | ----- | ----- | -------------- | -------------- | ------ | ------ |
| 2019/20 | FC Barcelona B  | Segunda División B | 11         | 1          | —     | —     | —              | —              | 11     | 1      |
| 2020/21 | FC Barcelona B  | Segunda División B | 10         | 1          | —     | —     | —              | —              | 10     | 1      |
| 2020/21 | FC Barcelona    | Primera División   | 14         | 1          | 3     | 0     | 1              | 0              | 18     | 1      |
| 2021/22 | RB Leipzig      | Bundesliga         | 2          | 0          | 1     | 0     | 3              | 0              | 6      | 0      |
| 2021/22 | → Valencia      | Primera División   | 14         | 0          | 4     | 0     | —              | —              | 18     | 0      |
| 2022/23 | → Valencia      | Primera División   | 24         | 0          | 4     | 1     | —              | —              | 28     | 1      |
| 2023/24 | RB Leipzig      | Bundesliga         | 0          | 0          | 0     | 0     | 0              | 0              | 0      | 0      |
| 2023/24 | → Getafe        | Primera División   | 14         | 0          | 0     | 0     | —              | —              | 14     | 0      |
| 2024/25 | → Celta de Vigo | Primera División   | 33         | 1          | 2     | 0     | —              | —              | 35     | 1      |
| 2025/26 | Celta de Vigo   | Primera División   | 0          | 0          | 0     | 0     | —              | —              | 0      | 0      |
| Totaal  | Totaal          | Totaal             | 123        | 4          | 14    | 1     | 4              | 0              | 141    | 5      |

Bijgewerkt op 20 juli 2025.

## Interlandcarrière
Moriba speelde als jeugdinternational voor Spanje, maar mocht later ook kiezen voor de nationale teams van Liberia en Guinee. In augustus 2021 besloot hij definitief om voor dat laatste land te gaan spelen. In december 2021 werd hij door bondscoach Kaba Diawara opgenomen in de Guinese selectie voor het uitgestelde Afrikaans kampioenschap 2021. Zijn debuut in de nationale ploeg maakte hij op 3 januari 2022, tijdens een vriendschappelijke wedstrijd tegen Rwanda. Door doelpunten van Muhadjiri Hakizimana, Danny Usengimana en Fred Muhozi werd met 3–0 verloren. Moriba mocht van Diawara in de basisopstelling beginnen en hij werd in de rust naar de kant gehaald ten faveure van mededebutant Mory Konaté (Sint-Truiden). Guinee won in de groepsfase van Malawi (1–0), waarna met 0–0 gelijkgespeeld werd tegen Senegal en met 2–1 verloren van Zimbabwe. Guinee ging als nummer twee door naar de achtste finales, waarin Gambia met 0–1 te sterk was. Moriba speelde mee tegen Senegal, Zimbabwe en Gambia. Zijn toenmalige clubgenoot Amadou Haidara (Mali) was ook actief op het toernooi.
| Interlands van Ilaix Moriba voor Guinee | Interlands van Ilaix Moriba voor Guinee | Interlands van Ilaix Moriba voor Guinee | Interlands van Ilaix Moriba voor Guinee | Interlands van Ilaix Moriba voor Guinee | Interlands van Ilaix Moriba voor Guinee | Interlands van Ilaix Moriba voor Guinee |
| №                                       | Datum                                   | Wedstrijd                               | Uitslag                                 | Competitie                              | Goals                                   |                                         |
| Als speler bij RB Leipzig               | Als speler bij RB Leipzig               | Als speler bij RB Leipzig               | Als speler bij RB Leipzig               | Als speler bij RB Leipzig               | Als speler bij RB Leipzig               | Als speler bij RB Leipzig               |
| --------------------------------------- | --------------------------------------- | --------------------------------------- | --------------------------------------- | --------------------------------------- | --------------------------------------- | --------------------------------------- |
| 1                                       | 3 januari 2022                          | Rwanda – Guinee                         | 3 – 0                                   | Vriendschappelijk                       |                                         |                                         |
| 2                                       | 6 januari 2022                          | Rwanda – Guinee                         | 0 – 2                                   | Vriendschappelijk                       |                                         |                                         |
| 3                                       | 14 januari 2022                         | Senegal – Guinee                        | 0 – 0                                   | AK 2021                                 |                                         |                                         |
| 4                                       | 18 januari 2022                         | Zimbabwe – Guinee                       | 2 – 1                                   | AK 2021                                 |                                         |                                         |
| 5                                       | 24 januari 2022                         | Guinee – Gambia                         | 0 – 1                                   | AK 2021                                 |                                         |                                         |
| Als speler bij Valencia                 |                                         |                                         |                                         |                                         |                                         |                                         |
| 6                                       | 25 maart 2022                           | Zuid-Afrika – Guinee                    | 0 – 0                                   | Vriendschappelijk                       |                                         |                                         |
| 7                                       | 6 juni 2022                             | Egypte – Guinee                         | 1 – 0                                   | AK 2023 kwalificatie                    |                                         |                                         |
| 8                                       | 9 juni 2022                             | Guinee – Malawi                         | 1 – 0                                   | AK 2023 kwalificatie                    |                                         |                                         |
| 9                                       | 23 september 2022                       | Algerije – Guinee                       | 1 – 0                                   | Vriendschappelijk                       |                                         |                                         |
| 10                                      | 27 september 2022                       | Ivoorkust – Guinee                      | 3 – 1                                   | Vriendschappelijk                       |                                         |                                         |
| 11                                      | 24 maart 2023                           | Guinee – Ethiopië                       | 2 – 0                                   | AK 2023 kwalificatie                    |                                         |                                         |
| 12                                      | 27 maart 2023                           | Ethiopië – Guinee                       | 2 – 3                                   | AK 2023 kwalificatie                    | 42'                                     |                                         |
| 13                                      | 14 juni 2023                            | Guinee – Egypte                         | 1 – 2                                   | AK 2023 kwalificatie                    |                                         |                                         |
| 14                                      | 17 juni 2023                            | Brazilië – Guinee                       | 4 – 1                                   | Vriendschappelijk                       |                                         |                                         |
| Als speler bij RB Leipzig               |                                         |                                         |                                         |                                         |                                         |                                         |
| 15                                      | 9 september 2023                        | Malawi – Guinee                         | 2 – 2                                   | AK 2023 kwalificatie                    |                                         |                                         |
| 16                                      | 13 oktober 2023                         | Guinee – Guinee-Bissau                  | 1 – 0                                   | Vriendschappelijk                       |                                         |                                         |
| 17                                      | 17 oktober 2023                         | Guinee – Gabon                          | 1 – 1                                   | Vriendschappelijk                       |                                         |                                         |
| 18                                      | 17 november 2023                        | Guinee – Oeganda                        | 2 – 1                                   | WK 2026 kwalificatie                    |                                         |                                         |
| 19                                      | 21 november 2023                        | Botswana – Guinee                       | 1 – 0                                   | WK 2026 kwalificatie                    |                                         |                                         |
| Als speler bij Getafe                   |                                         |                                         |                                         |                                         |                                         |                                         |
| 20                                      | 15 januari 2024                         | Kameroen – Guinee                       | 1 – 1                                   | AK 2023                                 |                                         |                                         |
| 21                                      | 19 januari 2024                         | Guinee – Gambia                         | 1 – 0                                   | AK 2023                                 |                                         |                                         |
| 22                                      | 23 januari 2024                         | Guinee – Senegal                        | 0 – 2                                   | AK 2023                                 |                                         |                                         |
| 23                                      | 6 juni 2024                             | Algerije – Guinee                       | 1 – 2                                   | WK 2026 kwalificatie                    |                                         |                                         |
| 24                                      | 6 september 2024                        | Congo-Kinshasa – Guinee                 | 1 – 0                                   | AK 2025 kwalificatie                    |                                         |                                         |
| 25                                      | 10 september 2024                       | Guinee – Tanzania                       | 1 – 2                                   | AK 2025 kwalificatie                    |                                         |                                         |

Bijgewerkt op 20 juli 2025.

## Erelijst
| Copa del Rey | 1 | 2020/21 |